# Hors-champ
 Hors-champ ist ein filmwissenschaftlicher Begriff, der das nicht sichtbare Feld (frz. hors de champ = außerhalb des Feldes) der dargestellten Welt bezeichnet, (beispielsweise eine Stimme aus dem Off).
Im Unterschied zu diesem bezeichnet der hors-cadre (frz. hors de cadre für 'außerhalb des Rahmens/Bildes') den nicht sichtbaren Raum der Herstellung und Vorstellung des Films (beispielsweise das Filmstudio).
Diese Unterscheidung ist laut Jörg Türschmann „theoretisch und ideologisch strittig“.